# Ligue 1 2011-12
La temporada 2011-12 de la Ligue 1 fue la septuagésima cuarta edición de la Liga francesa de fútbol. El calendario de liga se anunció el 31 de marzo de 2011 y las jornadas que componen el campeonato se determinaron el 10 de junio. La temporada se inició el 6 de agosto de 2011 y finalizó el 20 de mayo de 2012. El descanso invernal fue del 22 de diciembre de 2011 al 14 de enero de 2012.
Todos los clubes que conforman esta temporada de la Ligue 1 están sujetos a la aprobación de la DNCG, la DNCG es la responsable de supervisar desde el punto de vista legal y financiero a los clubes de fútbol de Francia. Si los clubes del fútbol francés no cumplen las exigencias de la DNCG, deberán afrontar sanciones, que en el caso más grave pueden suponer el descenso de categoría.
El Arles-Avignon fue el primer club en sufrir el descenso a la Ligue 2. El descenso se produjo el 17 de abril de 2011, tras la derrota 2-0 ante el Mónaco. El Arles-Avignon regresa a la Ligue 2, solo un año después de alcanzar la máxima categoría del fútbol francés. El 15 de mayo, el Lens descendió a la Ligue 2 al empatar 1-1 con el Mónaco. El RC Lens regresará a la Ligue 2 por primera vez desde la temporada 2008-09, cuando ascendió como campeón de liga. En la última jornada de la Ligue 1, el AS Mónaco sufrió el descenso a la segunda división tras perder 0–2 ante el Olympique de Lyon. La última vez que el club monegasco jugó en la Ligue 2 fue en 1976.
El Évian se convirtió en el primer club de la Ligue 2 en ascender a la Ligue 1 tras su victoria por 2-1 al Stade de Reims el 20 de mayo de 2011. El Évian hará su debut en la primera división, de forma similar al Arles-Avignon en la campaña anterior. Este ascenso del club a la primera división es notable, debido al haber logrado cuatro promociones sucesivas en otras tantas temporadas. En la última jornada de la temporada de la Ligue 2, tanto el Dijon FCO como el Ajaccio consiguieron las otras dos plazas de ascenso a la primera división. El Dijon ascendió a pesar de perder su partido, de forma similar al Évian, hará su debut en la primera división del fútbol francés. El Ajaccio regresará a la Ligue 1 después de cinco temporadas en la segunda categoría.
El Montpellier HSC ganó su primer título de Liga después de derrotar a Auxerre por 2-1 en el Stade de l'Abbé-Deschamps. Montpellier es el quinto club diferente en ganar la Ligue 1 desde la temporada 2006-07 y aparecerá en la UEFA Champions League por primera vez en su historia. Paris Saint-Germain y Lille OSC participarán en la Liga de Campeones, mientras que el Olympique de Lyon, el Girondins de Burdeos y el Olympique de Marsella representarán a Francia en la UEFA Europa League. Lyon no participará de la UEFA Champions League por primera vez en 12 años.
AJ Auxerre, Dijon FCO y SM Caen fueron relegados a la Ligue 2. Auxerre va a regresar a la segunda división después de 32 años consecutivos jugando en la Ligue 1. Antes de la temporada 2011-12, el club nunca había sufrido el descenso de la división más importante del país. El Dijon regresa a la segunda división después de solo una temporada en la Ligue 1, mientras que Caen caerá a la segunda división después de dos años en la primera división.

## Equipos
| Pos | Descendidos de Ligue 1 |
| --- | ---------------------- |
| 18º | AS Monaco              |
| 19º | RC Lens                |
| 20º | AC Arles-Avignon       |

| Pos | Ascendidos de Ligue 2 |
| --- | --------------------- |
| 1º  | Thonon-Gaillard FC    |
| 2º  | AC Ajaccio            |
| 3º  | Dijon                 |

### Información de los equipos
| Club                                       | Ciudad           | Entrenador         | Estadio                  | Aforo  |
| ------------------------------------------ | ---------------- | ------------------ | ------------------------ | ------ |
| AC Ajaccio                                 | Ajaccio          | Olivier Pantaloni  | Stade François-Coty      | 10.660 |
| AJ Auxerre                                 | Auxerre          | Jean-Guy Wallemme  | L'Abbé-Deschamps         | 24.493 |
| Stade Brestois                             | Brest            | Corentin Martins   | Stade Francis-Le Blé     | 16.000 |
| SM Caen                                    | Caen             | Franck Dumas       | Stade Michel d'Ornano    | 21.500 |
| Dijon FCO                                  | Dijon            | Patrice Carteron   | Stade Gaston Gérard      | 15.998 |
| Évian TGFC                                 | Thonon-les-Bains | Pablo Correa       | Parc des Sports d'Annecy | 15.600 |
| Girondins de Burdeos                       | Burdeos          | Francis Gillot     | Jacques C-Delmas         | 34.462 |
| Lille OSC                                  | Lille            | Rudi García        | Lille-Metropole          | 18.185 |
| FC Lorient                                 | Lorient          | Christian Gourcuff | du Moustoir              | 18.890 |
| Olympique de Lyon                          | Lyon             | Rémi Garde         | Gerland                  | 41.842 |
| Olympique de Marsella                      | Marsella         | Didier Deschamps   | Vélodrome                | 42.000 |
| Montpellier HSC                            | Montpellier      | René Girard        | Stade de la Mosson       | 32.900 |
| AS Nancy                                   | Nancy            | Jean Fernandez     | Marcel Picot             | 20.085 |
| OGC Niza                                   | Niza             | René Marsiglia     | Stade du Ray             | 17.415 |
| París Saint-Germain                        | París            | Carlo Ancelotti    | Parc des Princes         | 48.712 |
| Stade Rennais FC                           | Rennes           | Frédéric Antonetti | Route de Lorient         | 31.127 |
| AS Saint-Étienne                           | Saint-Etienne    | Christophe Galtier | Geoffroy-Guichard        | 26.747 |
| FC Sochaux                                 | Sochaux          | Eric Hély          | Auguste Bonal            | 20.005 |
| Toulouse FC                                | Toulouse         | Alain Casanova     | Stade de Toulouse        | 35.470 |
| Valenciennes FC                            | Valenciennes     | Daniel Sánchez     | Stade du Hainaut         | 25.000 |
| Datos actualizados el 26 de abril de 2012. |                  |                    |                          |        |

### Cambios de entrenadores
| Equipo              | Entrenador (jornadas)                             |
| ------------------- | ------------------------------------------------- |
| OGC Niza            | Éric Roy (1-13) René Marsiglia (14-38)            |
| París Saint-Germain | Antoine Kombouaré (1-19) Carlo Ancelotti (20-38)  |
| Thonon-Gaillard FC  | Bernard Casoni (1-19) Pablo Correa (20-38)        |
| FC Sochaux          | Mehmed Baždarević (1-26) Eric Hély (27-38)        |
| AJ Auxerre          | Laurent Fournier (1-28) Jean-Guy Wallemme (29-38) |
| Brest               | Alex Dupont (1-33) Corentin Martins (34-38)       |

### Equipos porregión
| Región                    | N.º | Equipos                                  |
| ------------------------- | --- | ---------------------------------------- |
| Bretaña                   | 3   | Stade Brestois, Lorient y Stade Rennes   |
| Ródano-Alpes              | 3   | Évian, Olympique de Lyon y Saint-Étienne |
| Borgoña                   | 2   | Auxerre y Dijon                          |
| Norte-Paso de Calais      | 2   | Lille y Valenciennes                     |
| Provenza-Alpes-Costa Azul | 2   | Olympique de Marsella y Niza             |
| Aquitania                 | 1   | Girondins de Bordeaux                    |
| Baja Normandía            | 1   | Caen                                     |
| Córcega                   | 1   | Ajaccio                                  |
| Franco Condado            | 1   | Sochaux                                  |
| Isla de Francia           | 1   | París Saint-Germain                      |
| Languedoc-Rosellón        | 1   | Montpellier                              |
| Lorena                    | 1   | Nancy                                    |
| Mediodía-Pirineos         | 1   | Toulouse                                 |

## Tabla de posiciones
| Pos. | Equipo                | Pts. | PJ | G  | E  | P  | GF | GC | Dif. | Clasificación o descenso                       |
| ---- | --------------------- | ---- | -- | -- | -- | -- | -- | -- | ---- | ---------------------------------------------- |
| 1    | Montpellier (C)       | 82   | 38 | 25 | 7  | 6  | 68 | 34 | +34  | Fase de grupos de la Liga de Campeones         |
| 2    | París Saint-Germain   | 79   | 38 | 23 | 10 | 5  | 75 | 41 | +34  | Fase de grupos de la Liga de Campeones         |
| 3    | Lille                 | 74   | 38 | 21 | 11 | 6  | 72 | 39 | +33  | Ronda de play-off de la Liga de Campeones      |
| 4    | Olympique de Lyon     | 64   | 38 | 19 | 7  | 12 | 64 | 51 | +13  | Fase de grupos de la Liga Europa               |
| 5    | Girondins de Burdeos  | 61   | 38 | 16 | 13 | 9  | 53 | 41 | +12  | Ronda de play-off de la Liga Europa            |
| 6    | Stade Rennes          | 60   | 38 | 17 | 9  | 12 | 53 | 44 | +9   |                                                |
| 7    | Saint-Étienne         | 57   | 38 | 16 | 9  | 13 | 49 | 45 | +4   |                                                |
| 8    | Toulouse              | 56   | 38 | 15 | 11 | 12 | 37 | 34 | +3   |                                                |
| 9    | Évian                 | 50   | 38 | 13 | 11 | 14 | 54 | 55 | −1   |                                                |
| 10   | Olympique de Marsella | 48   | 38 | 12 | 12 | 14 | 45 | 41 | +4   | Tercera ronda clasificatoria de la Liga Europa |
| 11   | Nancy-Lorraine        | 45   | 38 | 11 | 12 | 15 | 38 | 48 | −10  |                                                |
| 12   | Valenciennes          | 43   | 38 | 12 | 7  | 19 | 40 | 50 | −10  |                                                |
| 13   | Niza                  | 42   | 38 | 10 | 12 | 16 | 39 | 46 | −7   |                                                |
| 14   | Sochaux               | 42   | 38 | 11 | 9  | 18 | 40 | 60 | −20  |                                                |
| 15   | Stade Brestois        | 41   | 38 | 8  | 17 | 13 | 31 | 38 | −7   |                                                |
| 16   | Ajaccio               | 41   | 38 | 9  | 14 | 15 | 40 | 61 | −21  |                                                |
| 17   | Lorient               | 39   | 38 | 9  | 12 | 17 | 35 | 49 | −14  |                                                |
| 18   | Caen (D)              | 38   | 38 | 9  | 11 | 18 | 39 | 59 | −20  | Descenso de categoría                          |
| 19   | Dijon (D)             | 36   | 38 | 9  | 9  | 20 | 38 | 63 | −25  | Descenso de categoría                          |
| 20   | Auxerre (D)           | 34   | 38 | 7  | 13 | 18 | 46 | 57 | −11  | Descenso de categoría                          |

 Fuente: [cita requerida]
Notas:
1. ↑  Olympique de Marsella se clasificó para la tercera ronda previa de la Liga Europa 2012-13 por haber ganado la Copa de la Liga de Francia 2011-12.

### Evolución de la clasificación
| Equipo / Jornada | 1  | 2  | 3  | 4  | 5  | 6  | 7  | 8  | 9  | 10 | 11 | 12 | 13 | 14 | 15 | 16 | 17 | 18 | 19 | 20 | 21 | 22 | 23 | 24 | 25 | 26 | 27 | 28 | 29 | 30 | 31 | 32 | 33 | 34 | 35 | 36 | 37 | 38 |
| Equipo / Jornada |    |    |    |    |    |    |    |    |    |    |    |    |    |    |    |    |    |    |    |    |    |    |    |    |    |    |    |    |    |    |    |    |    |    |    |    |    |    |
| ---------------- | -- | -- | -- | -- | -- | -- | -- | -- | -- | -- | -- | -- | -- | -- | -- | -- | -- | -- | -- | -- | -- | -- | -- | -- | -- | -- | -- | -- | -- | -- | -- | -- | -- | -- | -- | -- | -- | -- |
| Montpellier      | 2  | 2  | 1  | 1  | 1  | 2  | 1  | 4  | 2  | 2  | 2  | 2  | 2  | 2  | 1  | 1  | 1  | 1  | 2  | 2  | 2  | 2  | 2  | 2  | 1  | 2  | 2  | 2  | 1  | 1  | 1  | 1  | 1  | 1  | 1  | 1  | 1  | 1  |
| PSG              | 15 | 13 | 9  | 3  | 4  | 5  | 4  | 1  | 1  | 1  | 1  | 1  | 1  | 1  | 2  | 2  | 2  | 2  | 1  | 1  | 1  | 1  | 1  | 1  | 2  | 1  | 1  | 1  | 2  | 2  | 2  | 2  | 2  | 2  | 2  | 2  | 2  | 2  |
| Lille            | 12 | 14 | 10 | 7  | 3  | 4  | 6  | 6  | 5  | 4  | 3  | 3  | 3  | 3  | 3  | 3  | 3  | 3  | 3  | 3  | 3  | 3  | 3  | 3  | 3  | 3  | 3  | 3  | 3  | 3  | 3  | 3  | 3  | 3  | 3  | 3  | 3  | 3  |
| Ol. Lyon         | 3  | 6  | 5  | 2  | 2  | 1  | 3  | 2  | 3  | 3  | 5  | 4  | 4  | 5  | 5  | 4  | 4  | 4  | 4  | 4  | 4  | 4  | 4  | 6  | 5  | 7  | 7  | 5  | 5  | 4  | 4  | 4  | 4  | 4  | 4  | 4  | 4  | 4  |
| Burdeos          | 14 | 12 | 15 | 13 | 11 | 13 | 14 | 14 | 14 | 18 | 18 | 15 | 14 | 18 | 14 | 12 | 10 | 9  | 10 | 9  | 9  | 9  | 9  | 9  | 9  | 9  | 9  | 8  | 8  | 8  | 8  | 8  | 8  | 8  | 8  | 7  | 5  | 5  |
| Rennes           | 1  | 5  | 7  | 5  | 6  | 7  | 2  | 5  | 7  | 5  | 4  | 6  | 5  | 4  | 4  | 5  | 5  | 7  | 5  | 5  | 6  | 6  | 5  | 7  | 6  | 4  | 5  | 7  | 7  | 7  | 6  | 6  | 5  | 5  | 5  | 5  | 7  | 6  |
| Saint-Étienne    | 5  | 4  | 3  | 8  | 9  | 12 | 12 | 11 | 12 | 9  | 8  | 8  | 10 | 8  | 8  | 8  | 7  | 5  | 8  | 7  | 8  | 7  | 6  | 4  | 4  | 5  | 4  | 6  | 6  | 6  | 7  | 7  | 6  | 6  | 6  | 6  | 6  | 7  |
| Toulouse         | 4  | 1  | 2  | 4  | 5  | 3  | 5  | 3  | 4  | 6  | 6  | 5  | 6  | 6  | 6  | 6  | 6  | 6  | 7  | 8  | 7  | 8  | 8  | 8  | 7  | 6  | 6  | 4  | 4  | 5  | 5  | 5  | 7  | 7  | 7  | 8  | 8  | 8  |
| Évian TG         | 9  | 7  | 6  | 14 | 12 | 10 | 15 | 15 | 15 | 17 | 17 | 14 | 13 | 12 | 13 | 11 | 11 | 12 | 11 | 12 | 12 | 13 | 12 | 11 | 11 | 10 | 10 | 10 | 10 | 10 | 10 | 9  | 9  | 9  | 9  | 9  | 9  | 9  |
| Ol. Marsella     | 8  | 9  | 12 | 16 | 17 | 20 | 15 | 13 | 13 | 15 | 12 | 9  | 8  | 10 | 9  | 7  | 8  | 8  | 6  | 6  | 5  | 5  | 7  | 5  | 8  | 8  | 8  | 9  | 9  | 9  | 9  | 10 | 10 | 11 | 10 | 10 | 10 | 10 |
| AS Nancy         | 13 | 15 | 18 | 19 | 18 | 19 | 20 | 20 | 20 | 20 | 19 | 19 | 18 | 16 | 18 | 19 | 18 | 15 | 18 | 17 | 13 | 15 | 15 | 16 | 18 | 17 | 17 | 14 | 12 | 11 | 11 | 11 | 11 | 10 | 11 | 11 | 11 | 11 |
| Valenciennes     | 16 | 16 | 19 | 20 | 20 | 18 | 16 | 16 | 19 | 14 | 15 | 18 | 16 | 15 | 17 | 17 | 17 | 19 | 13 | 14 | 16 | 12 | 11 | 10 | 10 | 11 | 11 | 11 | 11 | 12 | 12 | 12 | 13 | 12 | 12 | 12 | 12 | 12 |
| Ol. Niza         | 18 | 19 | 20 | 17 | 19 | 15 | 17 | 17 | 16 | 13 | 14 | 16 | 17 | 19 | 19 | 18 | 19 | 18 | 17 | 18 | 20 | 18 | 18 | 19 | 17 | 16 | 16 | 18 | 18 | 16 | 13 | 14 | 12 | 14 | 15 | 14 | 13 | 13 |
| Sochaux          | 11 | 11 | 8  | 6  | 7  | 8  | 9  | 12 | 10 | 11 | 10 | 11 | 11 | 11 | 11 | 13 | 14 | 16 | 19 | 19 | 19 | 20 | 20 | 20 | 20 | 20 | 20 | 19 | 19 | 19 | 19 | 18 | 19 | 19 | 20 | 17 | 15 | 14 |
| Brest            | 10 | 10 | 13 | 15 | 16 | 16 | 18 | 18 | 17 | 16 | 16 | 12 | 15 | 13 | 15 | 15 | 16 | 11 | 12 | 11 | 11 | 11 | 14 | 14 | 12 | 12 | 12 | 13 | 16 | 17 | 15 | 17 | 18 | 18 | 18 | 18 | 16 | 15 |
| Ajaccio          | 19 | 18 | 17 | 18 | 15 | 17 | 19 | 19 | 18 | 19 | 20 | 20 | 20 | 20 | 20 | 20 | 20 | 20 | 20 | 20 | 15 | 16 | 17 | 17 | 16 | 18 | 13 | 16 | 15 | 15 | 17 | 19 | 17 | 17 | 16 | 16 | 18 | 16 |
| Lorient          | 7  | 8  | 11 | 9  | 8  | 6  | 7  | 7  | 6  | 7  | 7  | 7  | 7  | 7  | 7  | 9  | 9  | 10 | 9  | 10 | 10 | 10 | 10 | 13 | 14 | 14 | 15 | 12 | 14 | 14 | 18 | 13 | 14 | 13 | 13 | 13 | 14 | 17 |
| Caen             | 6  | 3  | 4  | 10 | 13 | 11 | 8  | 8  | 8  | 8  | 9  | 10 | 9  | 9  | 10 | 10 | 12 | 13 | 14 | 15 | 17 | 14 | 13 | 12 | 13 | 13 | 14 | 17 | 17 | 18 | 16 | 15 | 15 | 15 | 14 | 15 | 17 | 18 |
| Dijon            | 20 | 20 | 14 | 11 | 14 | 14 | 10 | 10 | 11 | 12 | 13 | 17 | 19 | 17 | 12 | 14 | 15 | 17 | 16 | 13 | 14 | 17 | 16 | 15 | 15 | 15 | 18 | 15 | 13 | 13 | 14 | 16 | 16 | 16 | 19 | 19 | 19 | 19 |
| AJ Auxerre       | 17 | 17 | 16 | 12 | 10 | 9  | 11 | 9  | 9  | 10 | 11 | 13 | 12 | 14 | 16 | 16 | 13 | 14 | 15 | 16 | 18 | 19 | 19 | 18 | 19 | 19 | 19 | 20 | 20 | 20 | 20 | 20 | 20 | 20 | 17 | 20 | 20 | 20 |

## Estadísticas

### Máximos goleadores
| Olivier Giroud                           | Montpellier Hérault   | 21 |
| Nené                                     | París Saint-Germain   | 21 |
| Eden Hazard                              | Lille                 | 20 |
| Lisandro López                           | Olympique de Lyon     | 16 |
| Pierre-Emerick Aubameyang                | Saint-Étienne         | 16 |
| Bafétimbi Gomis                          | Olympique de Lyon     | 14 |
| Yoan Gouffran                            | Girondins de Bordeaux | 14 |
| Última actualización: 20 de mayo de 2012 |                       |    |

### Máximos asistentes

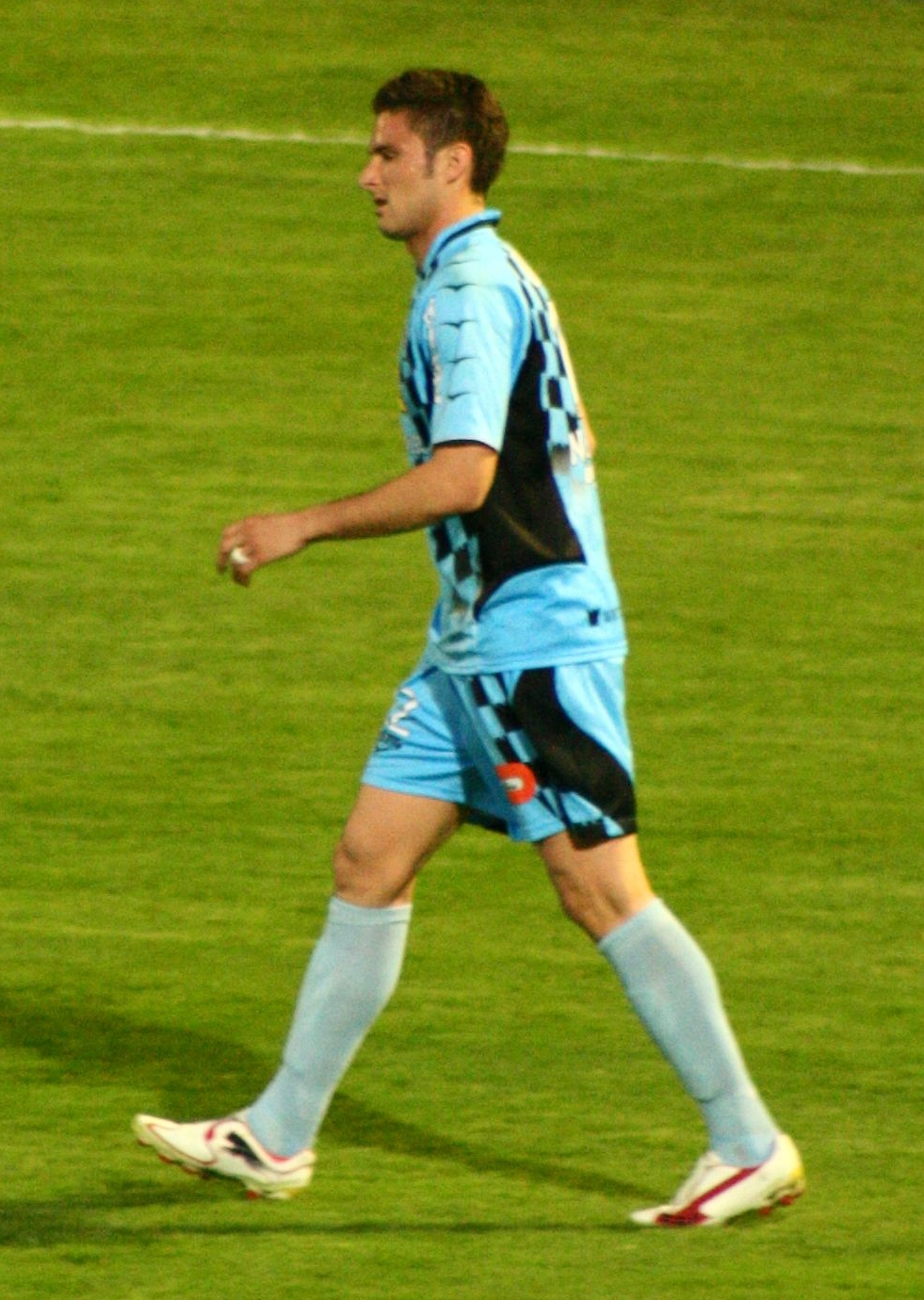
Olivier Giroud fue, junto a Nené, el máximo goleador de la Ligue 1.

| Eden Hazard                              | Lille                 | 15 |
| Mathieu Valbuena                         | Olympique de Marsella | 13 |
| Jérémy Ménez                             | París Saint-Germain   | 12 |
| Nené                                     | París Saint-Germain   | 11 |
| Julien Féret                             | Stade Rennes          | 10 |
| Olivier Giroud                           | Montpellier Hérault   | 9  |
| Michel Bastos                            | Olympique de Lyon     | 8  |
| Cédric Barbosa                           | Évian                 | 8  |
| Marvin Martin                            | Sochaux               | 8  |
| Última actualización: 20 de mayo de 2012 |                       |    |

## Trofeos UNFP
- Mejor jugador:  Eden Hazard (Lille)
- Mejor portero:  Hugo Lloris  (Olympique de Lyon)
- Mejor joven:  Younès Belhanda (Montpellier)
- Mejor entrenador:  René Girard (Montpellier)
- Gol más bonito:  Younès Belhanda contra el Olympique de Marsella